# Немчинов, Михаил Антонович
Михаил Антонович Немчинов (1906—1957) — сержант Рабоче-крестьянской Красной Армии, участник Великой Отечественной войны, Герой Советского Союза (1945).

## Биография
Родился 22 ноября 1906 года в посёлке Саткинский завод (ныне — город Сатка Челябинской области). После окончания начальной школы работал на Саткинском металлургическом заводе.
В январе 1942 года был призван на службу в Рабоче-крестьянскую Красную Армию. Окончил полковую школу. С июня 1942 года — на фронтах Великой Отечественной войны.
К декабрю 1944 года гвардии сержант Михаил Немчинов был помощником командира взвода 311-го гвардейского стрелкового полка 108-й гвардейской стрелковой дивизии 46-й армии 2-го Украинского фронта. Отличился во время освобождения Венгрии. В ночь с 3 на 4 декабря 1944 года в числе первых переправился через Дунай в районе города Эрчи и принял активное участие в боях за захват плацдарма, уничтожив 20 венгерских солдат и офицеров, а ещё 8 захватил в плен. В ходе последующих боёв также уничтожил 1 огневую точку и 1 миномётный расчёт.
Указом Президиума Верховного Совета СССР от 24 марта 1945 года за «образцовое выполнение боевых заданий командования и проявленные при этом геройство и мужество» гвардии сержант Михаил Немчинов был удостоен высокого звания Героя Советского Союза с вручением ордена Ленина и медали «Золотая Звезда» за номером 8046.
В апреле 1945 года был демобилизован по ранению. Проживал и работал на родине. Умер 7 мая 1957 года, похоронен на Паленихинском кладбище Сатки
Был также награждён рядом медалей.
В честь Немчинова названа улица в Сатке.